# Arantza (Navarra)
Arantza (spanisch Aranaz) ist eine spanische Gemeinde (municipio) in der Comunidad Foral de Navarra mit 619 Einwohnern (Stand: 2024). Die Gemeinde besteht neben dem Hauptort Arantza aus den Ortschaften Ayenas, Azquilarreta, Bordalarrea und Eguzquialdea.

## Lage
Arantza liegt etwa 40 Kilometer nördlich von Pamplona (Iruna) in einer Höhe von ca. 135 m am Fluss Baztan. Im Gemeindegebiet liegt der Naturpark Señorío de Bértiz.

## Sehenswürdigkeiten

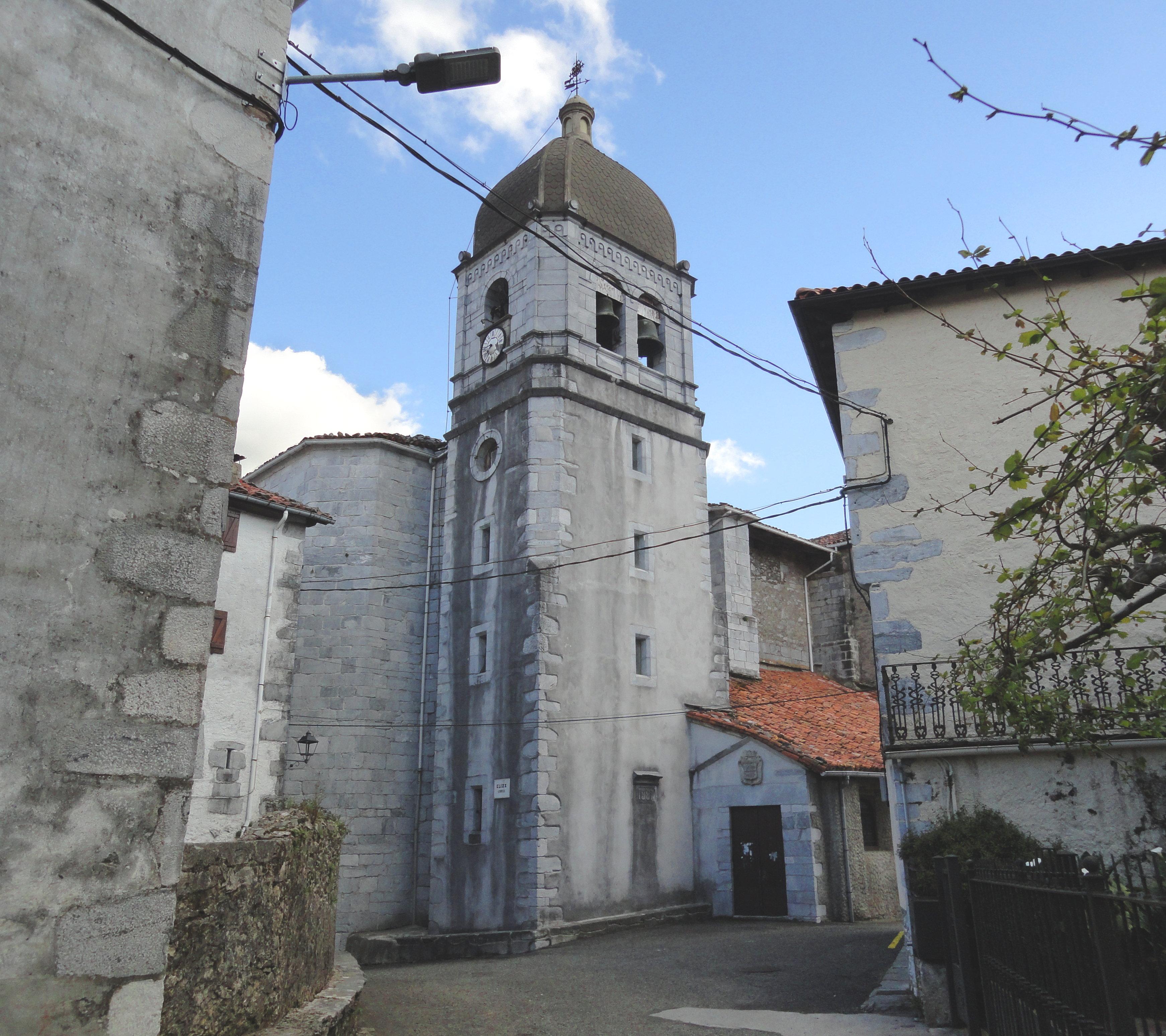
Kirche Mariä Himmelfahrt
- Josephskapelle
- Johanniskapelle
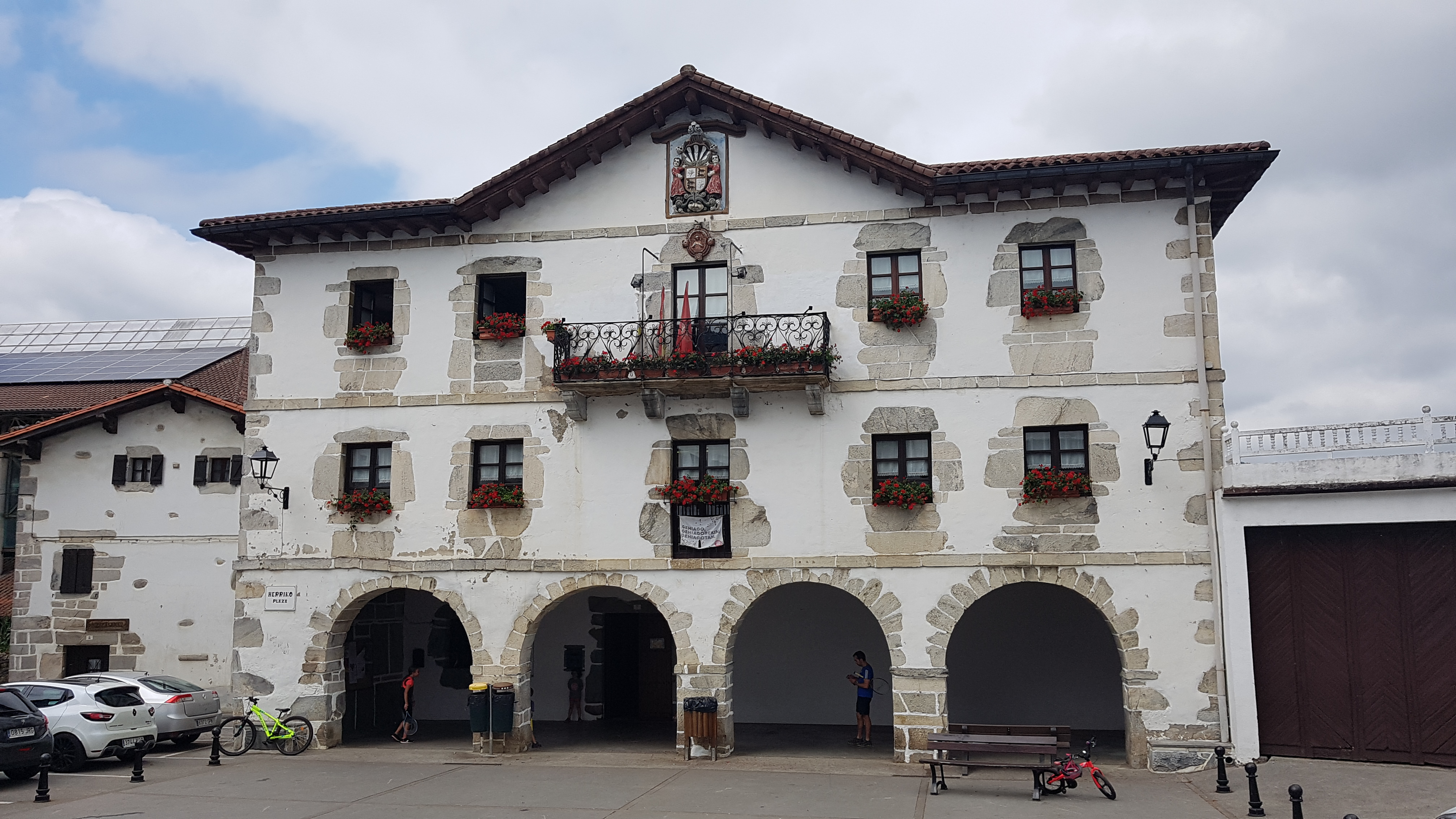
Rathaus

- Kirche Mariä Himmelfahrt
- Rathaus

## Persönlichkeiten
- Francisco Javier Errázuriz (1711–1767), Kaufmann und Politiker